# Gado Bravo (filme)
Gado Bravo é um filme português de 1934, do género comédia, realizado por António Lopes Ribeiro e Max Nosseck.
Os produtores aproveitaram a presença em Lisboa de actores e técnicos alemães em fuga do regime nazi — o próprio Max Nossack era um judeu alemão.
Considerado o terceiro filme sonoro produzido no país, estreou comercialmente no cinema Tivoli, em Lisboa, no dia 8 de agosto de 1934, tendo como complemento Douro, Faina Fluvial, de Manuel de Oliveira.

## Enredo
O filme conta a história de um ganadeiro e cavaleiro dividido entre duas mulheres, enquadrando-a na paisagem na paisagem ribatejana e nas lides do Campo Pequeno.

## Elenco
- Nita Brandão - Branca
- Olly Gebauer - Nina
- Mariana Alves - Mariana
- Raul de Carvalho - Manuel Garrido
- Sig Arno - Jackson
- Arthur Duarte - Arthur Fernandes

## Ligações
Excerto (vídeo) contendo uma rixa de Jogo do Pau Português.